# Leo Buerger
Leo Buerger (* 13. September 1879 in Wien; † 6. Oktober 1943 in New York City) war ein US-amerikanischer Pathologe, Chirurg und Urologe.

## Leben
1880 wanderte seine Familie in die USA ein.
Leo Buerger besuchte verschiedene Elementarschulen in New York, Chicago sowie Philadelphia und schloss das College 1897 in New York City ab (B.A.). Die allgemeinen (M.A. 1901) und medizinischen Studien (College of Physicians and Surgeons, M.D. 1901) absolvierte er an der Columbia University in New York.
Zunächst arbeitete Buerger am Lenox Hill Hospital (1901–1904) und in der chirurgisch-pathologischen Abteilung des Mount Sinai Hospital (1904–1905). Anschließend ging er als Volontär an die Chirurgische Klinik nach Breslau und zu Studienaufenthalten nach Wien und Paris. Ab 1907 (bis 1920) arbeitete Buerger als Pathologe und Chirurg wieder am Mount Sinai Hospital in New York.  Später betreute er als Chirurg noch mehrere andere Kliniken in der Stadt (Beth David Hospital, Bronx Hospital, Wyckoff Heights Hospital, Brooklyn).
1917 erhielt Buerger eine Professur für Urologie der Medizinischen Poliklinik New York, die er bis 1930 vertrat. Dann nahm er einen Ruf des College of the Medical Evangelists, Los Angeles (Kalifornien), auf einen ähnlichen Lehrstuhl an. Er blieb aber hier nur kurze Zeit und kehrte bald nach New York zurück, um in privater Praxis zu arbeiten.

## Leistung
Buergers wissenschaftliches Werk ist sehr vielfältig und behandelte vor allem die Bakteriologie, Pathologie der Gefäßkrankheiten, allgemeine Chirurgie und das urologische Fachgebiet.
Er entwickelte 1905 eine Methode zur Fixation von Pneumokokken und untersuchte die Übertragungsmöglichkeiten dieser Bakterien von Mensch zu Mensch sowie von kontagiösem Material. 1908 beschrieb er mit dem von ihm entwickelten sogenannten Brown-Buerger-Zystoksop ein Zystoskop, das 35 Jahre lang zum Standardinstrumentarium der amerikanischen Urologen gehörte. Als weitere diagnostisch-operative Instrumente, die seiner Erfindungsgabe zu verdanken waren, entwickelte er ein Urethroskop, ein Zystourethroskop und ein operatives Zystoskop. Diese technischen Hilfsmittel ermöglichten eine intraurethrale Therapie von Blasensteinen, von Blasentumoren und die Diagnose intravesikaler Läsionen und Neoplasmen. Auch eine Frühdiagnose der Urogenitaltuberkulose machte nun extensive chirurgische Eingriffe vermeidbar. Darüber hinaus entwickelte er eine erfolgreiche Methode der arteriovenösen Gefäßnaht.
Als Pathologe beschäftigte sich Buerger insbesondere mit Knochensarkomen, Blasenpapillomen und -karzinomen. Vor allem die periphere Verschlusskrankheit gehörte während seiner Arbeit am Mount Sinai Hospital zu seinen Hauptarbeitsgebieten. Leo Buerger begründete in den Jahren 1906 bis 1908 das moderne Basiswissen über vaskuläre Erkrankungen der Extremitäten. 1908 stellte er als Hauptergebnis die Thrombangiitis obliterans, später auch „Winiwarter-Buerger-Syndrom“ genannt, als Krankheitsentität auf einer Versammlung der Association of American Physicians in Washington, D.C. vor.
Von Buerger allein oder in Zusammenarbeit mit anderen stammen mehr als 160 Beiträge in verschiedenen wissenschaftlichen Zeitschriften.

## Schriften
- Thrombo-Angiitis Obliterans: A study of the vascular lesions leading to presenile spontaneous gangrene. Am J Med Sci 136 (1908) 567 (L. Buerger: Landmark publication from the American Journal of the Medical Sciences, ‘Thrombo-angiitis obliterans: a study of the vascular lesions leading to presenile spontaneous gangrene’. 1908. In: The American journal of the medical sciences. Band 337, Nummer 4, April 2009, S. 274–284, ISSN 0002-9629. doi:10.1097/MAJ.0b013e31818c8bc9. PMID 19365174.)
- The pathology of the vessels in cases of gangrene of the lower extremities due to so-called endarteritis obliterans. Proc NY Pathol Soc 8 (1908) 48
- Circulatory Diseases of the Extremities. 1924.